# Джугели, Севериан Моисеевич
Севериан Моисеевич Джугели (1876, с. Чкхари (ныне в Тержольском муниципалитете) — 6 августа 1909, Тифлис) — журналист, социал-демократ, депутат Государственной думы II созыва от Тифлисской губернии.

## Биография

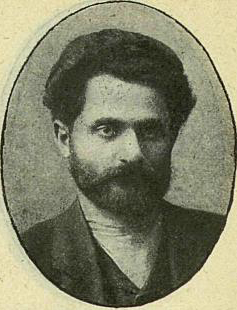
Депутат Второй Думы, 1907 г.

Грузин по национальности. Родился в семье священника грузинской православной церкви. В 1891 году окончил Кутаисское духовное училище, после чего учился в Тифлисской духовной семинарии. В 1894 после волнений учащихся исключен из 3-го класса семинарии без права поступления в другие учебные заведения. Участвовал в социал-демократическом движении, примыкал к меньшевикам. Входил в состав «Месаме-даси» («Третьей группы»). В 1901 подвергся аресту, был обвинён в том, что состоял в Тифлисском комитете РСДРП, провёл 8 месяцев в заключении в Метехской тюрьме. В 1902 выслан из Тифлиса в Кутаис. В 1903 снова арестован за принадлежность к Тифлисскому комитету РСДРП, подвергся административной высылке в Сибирь. В 1904 освобождён из ссылки по амнистии в связи с рождением цесаревича Алексия, но после возвращения в Тифлис опять арестован и вышел из тюрьмы только после Манифеста 17 октября 1905. Под псевдонимом Немезидашвили сотрудничал с различными грузинскими периодическими изданиями, такими как «Иверия», «Уведомление», «След», «Луч», «Факел», «Утро», «Наше мнение» и другими. Журналистская деятельность Джугели началась ещё в то время, когда он учился в семинарии. 
6 февраля 1907 избран в Государственную думу II созыва от общего состава выборщиков Тифлисского губернского избирательного собрания. Вошёл в состав Социал-демократической фракции. Состоял в думской Бюджетной комиссии. Ко времени избрания в Думу владел земельным наделом 25 десятин.
После роспуска думы арестован по делу Социал-демократической фракции, приговорён к 5 годам каторжных работ.
Умер в тюрьме.
Похоронен на Кукийском кладбище

### Рекомендованные источники
- Большая советская энциклопедия. 1931 - Том 21 - С. 830
- Государственный архив Российской Федерации. Фонд 102. Опись 236. Дело 110. Том 1. Лист 54; Фонд 533. Опись 2. Дело 588;
- Российский государственный исторический архив. Фонд 1278. Опись 1 (2-й созыв). Дело 127; Дело 570. Лист 3.